# Typhonium
Typhonium är ett släkte av kallaväxter. Typhonium ingår i familjen kallaväxter.

## Bildgalleri

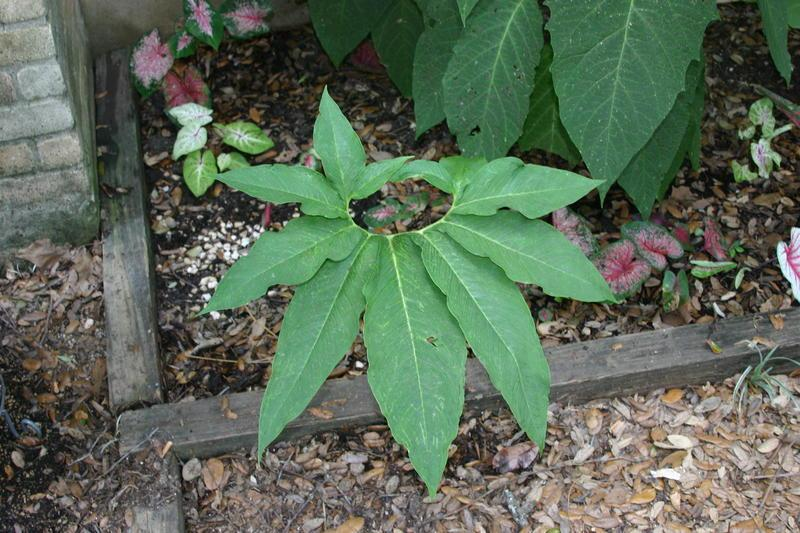
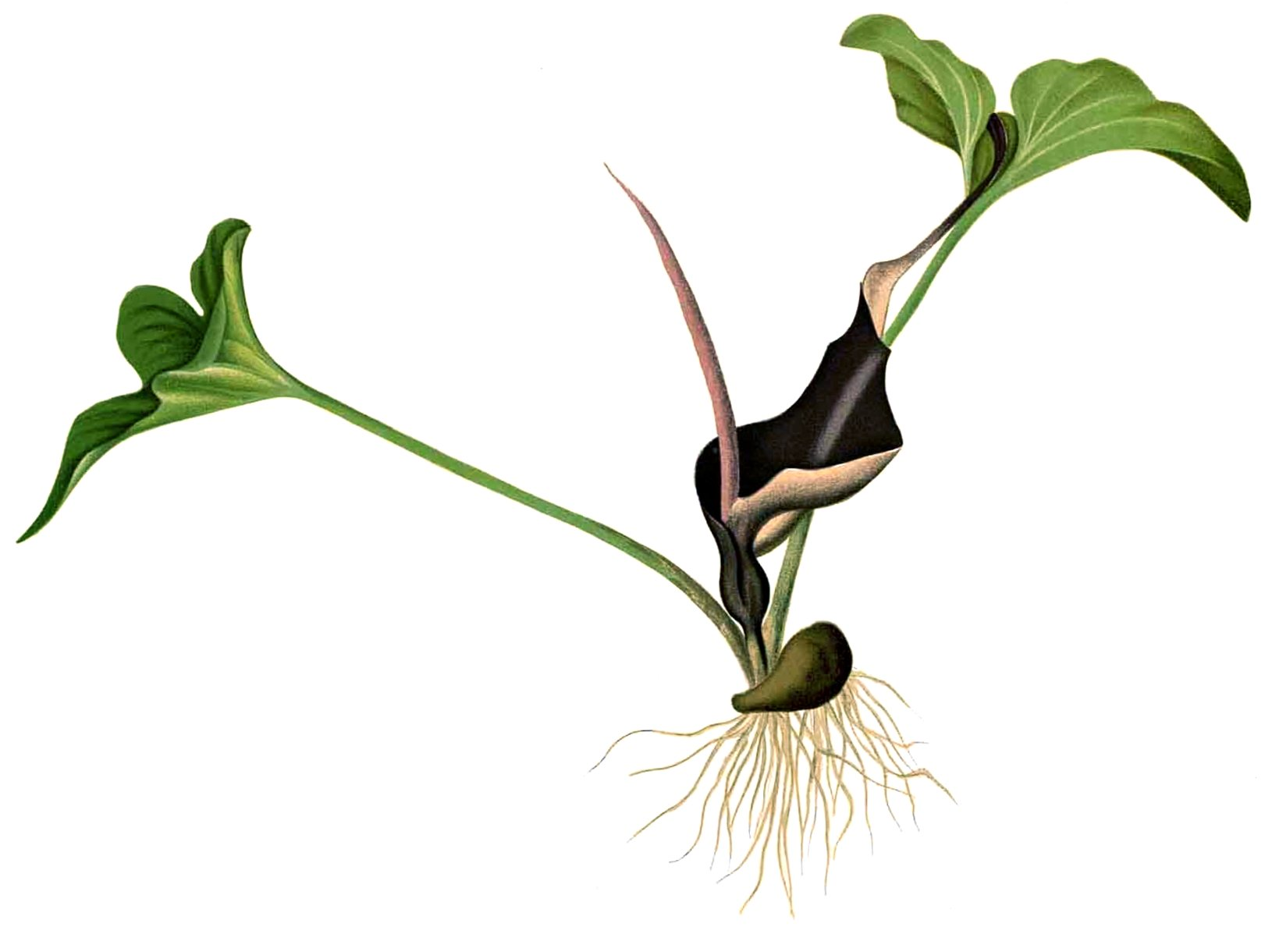
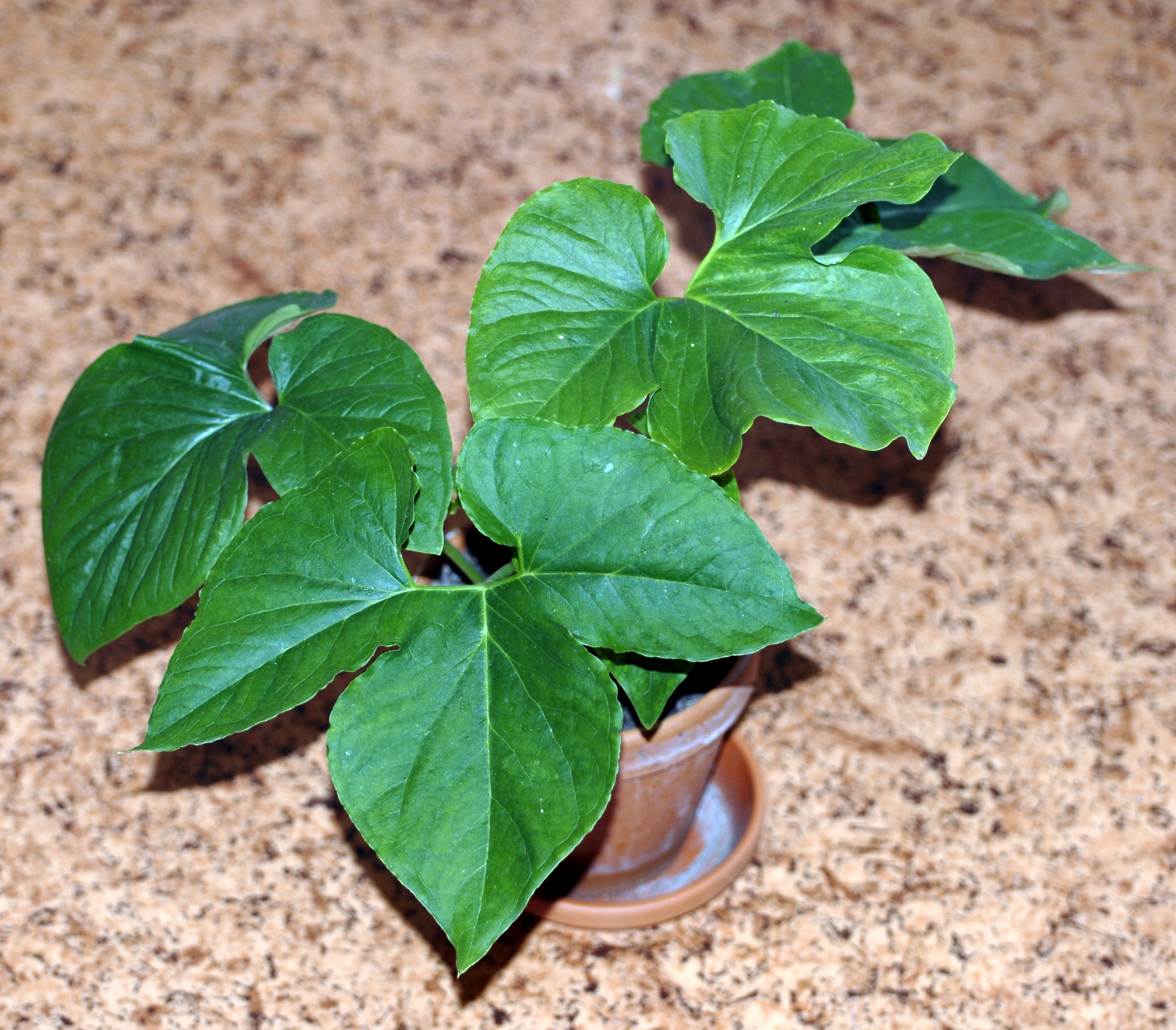
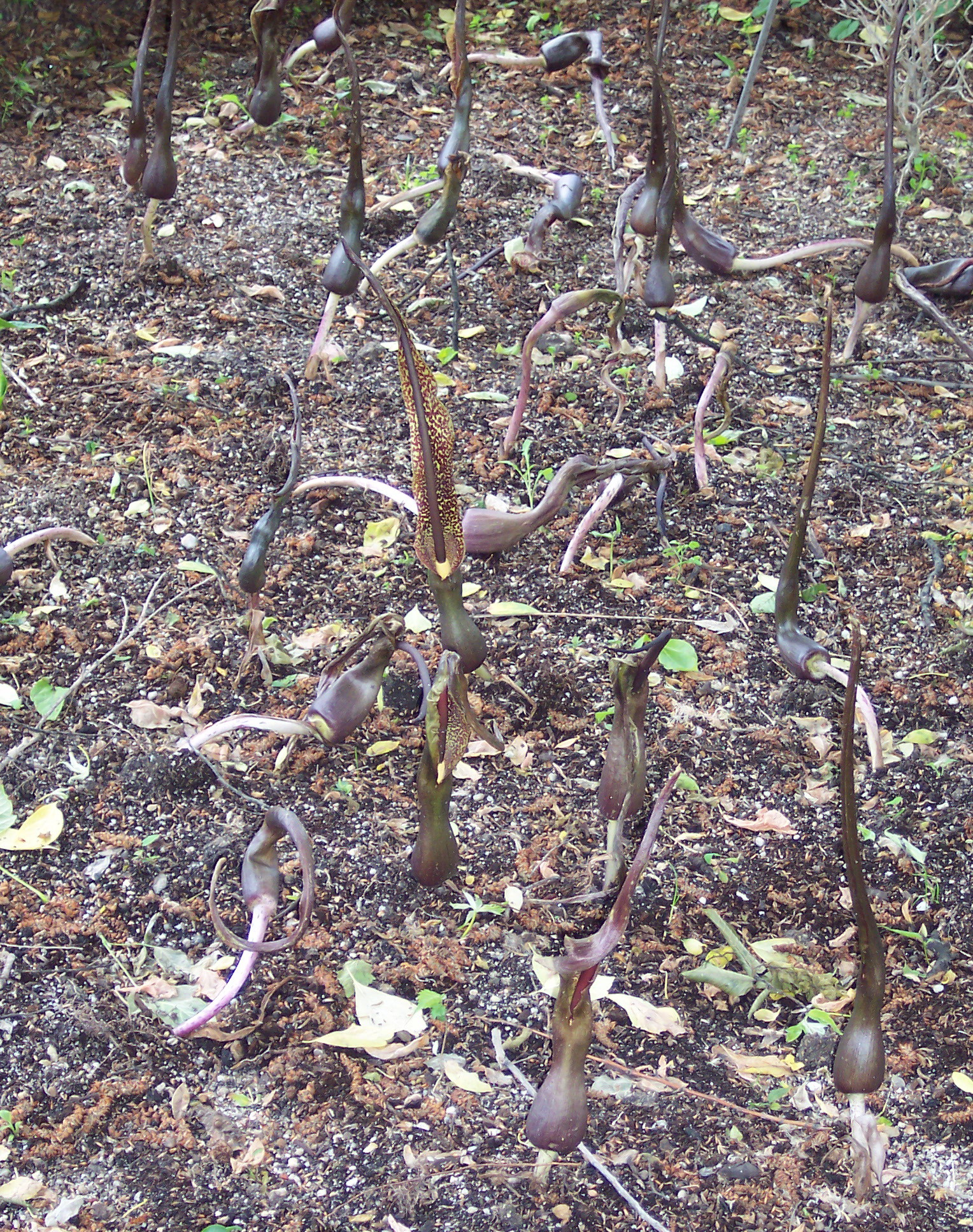

## Dottertaxa tillTyphonium, i alfabetisk ordning[1]
- Typhonium acetosella
- Typhonium adnatum
- Typhonium albidinervum
- Typhonium albispathum
- Typhonium alismifolium
- Typhonium angustilobum
- Typhonium bachmaense
- Typhonium baoshanense
- Typhonium blumei
- Typhonium bognerianum
- Typhonium brownii
- Typhonium bulbiferum
- Typhonium circinnatum
- Typhonium cochleare
- Typhonium conchiforme
- Typhonium digitatum
- Typhonium echinulatum
- Typhonium eliosurum
- Typhonium filiforme
- Typhonium flagelliforme
- Typhonium fultum
- Typhonium gagnepainii
- Typhonium gallowayi
- Typhonium glaucum
- Typhonium gracile
- Typhonium griseum
- Typhonium hayatae
- Typhonium huense
- Typhonium hunanense
- Typhonium inopinatum
- Typhonium jinpingense
- Typhonium johnsonianum
- Typhonium jonesii
- Typhonium laoticum
- Typhonium liliifolium
- Typhonium lineare
- Typhonium listeri
- Typhonium medusae
- Typhonium mirabile
- Typhonium neogracile
- Typhonium nudibaccatum
- Typhonium orbifolium
- Typhonium pedatisectum
- Typhonium pedunculatum
- Typhonium peltandroides
- Typhonium penicillatum
- Typhonium pottingeri
- Typhonium praecox
- Typhonium praetermissum
- Typhonium pusillum
- Typhonium reflexum
- Typhonium roxburghii
- Typhonium russell-smithii
- Typhonium sagittariifolium
- Typhonium saraburiensis
- Typhonium sinhabaedyae
- Typhonium stigmatilobatum
- Typhonium subglobosum
- Typhonium taylorii
- Typhonium trifoliatum
- Typhonium trilobatum
- Typhonium tubispathum
- Typhonium varians
- Typhonium watanabei
- Typhonium weipanum
- Typhonium vermiforme
- Typhonium wilbertii
- Typhonium violifolium